# あの素晴しい愛をもう一度
- あの素晴らしい愛をもう一度

「あの素晴しい愛をもう一度」（あのすばらしいあいをもういちど）とは、北山修が作詞、加藤和彦が作曲し2人の連名で発表した楽曲。1971年4月5日にレコード発売。1994年3月30日にはCDシングルも発売されている。「あの素晴らしい愛をもう一度」と誤って表記されることが多い。2002年のザ・フォーク・クルセダーズ（フォークル）新結成のときも「素晴しい」とクレジットされた。

## 解説
もともとはシモンズのデビュー曲として用意され、作曲を依頼された加藤・北山コンビが、加藤が作曲に1日、北山が作詞に1日で作り上げたという。加藤は北山から送られてきた歌詞を見て北山に電話をし「最高だよ最高」とはしゃいだと、北山が加藤の追悼文に記している。結局、シモンズには別の曲（「恋人もいないのに」）が用意され、この楽曲は加藤と北山で歌うことになった。以上の経緯は、2010年7月31日のトークショーで北山が語っている。
この曲のオリジナル録音（1971年）のきっかけは、東芝音楽工業がフォークルの再結成を図って加藤・北山の両人にはたらきかけたものであるとされる。当時、フォークルの再結成はあり得ないと明言していた2人は、ジャケットでもカメラを全く無視している。これには東芝に対する抗議の意味を込めていると加藤・北山ともに当時のラジオ番組で語った。
オリジナル・ヴァージョンでは加藤による変則スリーフィンガーが展開されるが、「北山修25ばあすでい・こんさあと」に於いては「弾きながら歌える自信がない」とのことで通常のスリーフィンガーで演奏された。
第3番の歌詞の「あの時風が流れても変わらないと言った二人の」という一節は、北山の書籍『戦争を知らない子供たち』（ブロンズ社, 1971年）では「あの時星になりたいと夜明けまで泣いた二人の」となっている。ただし、この歌詞で歌われたことはない。2年後に出版された『ピエロの歌』収録の「北山修青春詞歌集」では、歌詞は「あの時風が流れても変わらないと言った二人の」となっている。
シングル・ジャケット表面には“加藤和彦 - 北山修”とあるが、折り返しの裏面では“歌 / 加藤和彦と北山 修”と記載されている。また、歌詞の他、北山が本作リリースの経緯を綴った「25才を前にして」が掲載されている。

## 収録曲
全作詞：北山修、作曲：加藤和彦、編曲：葵まさひこ

### SIDE A
1. あの素晴しい愛をもう一度 (TO BE TOGETHER AGAIN)  –  (2:47)

### SIDE B
1. 僕を呼ぶ故郷 (I'M PINING AWAY)  –  (2:10)

## メモリアル・シングル 〜あの素晴しい愛をもう一度〜
2009年、マキシ・シングルとして復刻。さらにザ・フォーク・クルセダーズ「青年は荒野をめざす」「悲しくてやりきれない」の2曲をボーナス・トラックとして収録。日本の音楽界に多大なる貢献をした加藤に敬意を表し、後世に歌い継がれるべき1枚としてリリースされた。パッケージ表面はオリジナル・シングル・ジャケット。裏面にはザ・フォーク・クルセダーズのステージ写真が使われている。

### 収録曲
| 全作曲: 加藤和彦。 |                                                      |                |            |              |      |
| #                  | タイトル                                             | 作詞           | 作曲・編曲 | 編曲         | 時間 |
| 1.                 | 「あの素晴しい愛をもう一度」(加藤和彦と北山修)       | 北山修         | 加藤和彦   | 葵まさひこ   | 3:13 |
| 2.                 | 「僕を呼ぶ故郷」(加藤和彦と北山修)                   | 北山修         | 加藤和彦   | 葵まさひこ   | 2:38 |
| 3.                 | 「青年は荒野をめざす」(ザ・フォーク・クルセダーズ)   | 五木寛之       | 加藤和彦   | 川口真       | 3:05 |
| 4.                 | 「悲しくてやりきれない」(ザ・フォーク・クルセダーズ) | サトウハチロー | 加藤和彦   | ありたあきら | 3:07 |
| 合計時間:          | 合計時間:                                            | 合計時間:      | 合計時間:  | 12:03        |      |

## カバー
この曲はソロやデュエットの形でカバーされるほか、中学校の音楽教科書に載ったこともある。また様々な合唱用編曲があり、2000年代に入っても合唱コンクールなどでは定番曲である。2002年・2003年の『FNS27時間テレビ みんなのうた』のテーマ曲にも使用された。
- 北山修 - 1981年にセルフカヴァー
- ザ・フォーク・クルセダーズ - 2002年の期間限定新結成ライブにてセルフカバー。同年ライブアルバム『新結成記念　解散音楽會』として発売
- きたやまおさむ＆D50 ShadowZ - 2011年発売の同名アルバムに収録。きたやまにとってはセルフカバーとなる
- 姉と僕 - アルバム『ハモネプ チャンピオンズCD』（2010年）収録。のち、『「良い加減に生きる」きたやまおさむ自選集』（2019年）にも収められた。
- 天地真理 - アルバム『水色の恋/涙から明日へ』（1971年）収録[5]
- 井上陽水 - アルバム『UNITED COVER 2』（2015年）に収録
- 衛藤利恵
- 岡崎友紀
- 岡平健治 - アルバム『I・GM』（2009年、実際は「・」はハート表記）収録
- 嘉門達夫
- 空手バカボン - アルバム『ナゴムコレクション』（2005年）収録
- 川本真琴 - テレビアニメ『コンクリート・レボルティオ〜超人幻想〜』第1話挿入歌
- 木之内みどり
- 木山裕策 - アルバム『花 麗しき日本の愛唱歌』（2020年）収録
- 桑田佳祐 - ライブツアーで演奏され、この時の音源が2001年のシングル「白い恋人達」に収録されている。このCDでは「〜素晴らしい〜」と誤ったタイトルで収録されている
- 中澤裕子・後藤真希・藤本美貴 - アルバム『FOLK SONGS 3』収録
- 斎藤寿孝 - アルバム『黄昏のハーモニカ 〜神田川〜』（2006年）収録
- 佐咲紗花 - テレビアニメ『日常』第20話エンディングテーマ（2011年）。クレジットでは「〜素晴らしい〜」と誤った表記になっている
- 佐良直美 - アルバム『素晴らしいフォークの世界』収録
- 鮫島有美子 - アルバム『秋桜 私の青春のうた2』（2003年）収録
- 鈴木彩子 - ミニアルバム『あの日に帰ろう』（1996年）収録
- スパイク - ミニアルバム『言葉が伝える僕らの歌』（2005年）収録
- 芹洋子
- ダ・カーポ
- 武井咲 - 映画『愛と誠』挿入歌。『映画 愛と誠 オリジナル・サウンドトラック』（2012年）収録
- 玉置浩二 - アルバム『群像の星』（2014年）収録
- チェリッシュ
- チューインガム - アルバム『風と落葉と旅びと／岡田さんの手紙』（1972年）
- dicot
- DJみそしるとMCごはん - 『ジャスタジスイ』収録の「あの素晴しい味をもう一度」の曲中で歌詞改変した上サンプリング使用
- 東京レディース・シンガーズ - アルバム『女声コーラス愛唱歌ベスト』（2008年）収録
- トワ・エ・モワ
- なおと（ナオト・インティライミ）
- 中嶋美智代 - アルバム『たんぽぽ』収録
- 中丸三千繪 - 歌詞は英語。クラシカルな声楽曲（収録CDは非売品）
- ハロプロユニット
- ばんばひろふみ - 谷村新司がゲストボーカルとして参加している
- ザ・ピーナッツ
- ひまわりキッズ
- ビリケン
- ブラザーズ・フォア（The_Brothers_Four） - 曲名表記 "Ano Subarashii Ai O Moichido"。英語詞だが、サビの詞のみ曲名と同じ
- ザ♂ベルカント5シンガーズ - アルバム『懐かしの昭和歌謡名曲集3～あの素晴しい愛をもう一度～』（2020年）収録
- ベンチャーズ
- 本田路津子 - アルバム『フォーク・ソング大全集　カレッジフォークからメッセージ・ソングまで』（1971年）収録
- ミラクルオブライフ - アルバム『走れメロス』（2003年）収録
- 三輪明日美 - 主演映画『ラブ&ポップ』のエンディングに使われた。
- やなわらばー - アルバム『縁唄～フォークソングとやなわらばー～』（2015年）収録
- 由紀さおり・安田祥子 - アルバム『童謡愛唱歌全集5』収録
- BoNo BoNo - アルバム『Flores』（2002年）収録
- FATMAN BROTHERS（伊集院光、石塚英彦、田口浩正） - シングル表題曲及びアルバム『FATMAN BROTHERS』収録（いずれも1995年）。ラップ（作詞：伊集院光、田口浩正）が追加されている。
- Fu-mi - 『三線で聴きたい弾きたいフォーク BEST15』（2008年）収録
- LOGIC SYSTEM - アルバム『HISTORY OF LOGIC SYSTEM』収録。VOCALOIDを歌声に使用
- MAKI - トランス。『学校トランス2時限目』に収録
- R.P.M. - アルバム『Time Goes Around 1』収録。曲名表記 "I wish you could come once more"
- 茉奈 佳奈 - NHK連続テレビ小説「だんだん」オリジナル・サウンドトラック（2008年、シジミジル名義）、アルバム『ふたりうた』（2009年）収録
- en-Ray - アルバム『chai chai』（2005年）収録。歌詞は中国語。訳詞はamin。中国語の曲名は「让我们在一次去重温那份闪亮的爱」。
- ももいろクローバーZ with 南こうせつ
- go!go!vanillas - シングル『おはようカルチャー』（2017年）に収録
- 山田姉妹 - アルバム『ふたつでひとつ 〜心を繋ぐ、歌を継ぐ』（2018年）収録
- 渡辺秀吉 - アルバム『ぼくはもう一度恋をする』（1974年）収録
- Mi-Ke - アルバム『忘れじのフォーク・白い2白いサンゴ礁』（1991年）収録
- Team Tonoban（高野寛、高田漣、坂本美雨、石川紅奈、きたやまおさむ、坂崎幸之助、宮川剛、佐藤優介、高橋幸宏、加藤和彦〈1971年ライブ音源〉） - アルバム『The Works Of TONOBAN 〜加藤和彦作品集〜』（2024年5月）に「あの素晴しい愛をもう一度〜2024Ver.」として収録[6]